# Armida (hrušeň)
Armida (Pyrus communis 'Armida') je ovocný strom, kultivar druhu hrušeň obecná z čeledi růžovitých. Plody jsou řazeny mezi odrůdy podzimních hrušek, sklízí se v září, dozrává v září, skladovatelné jsou do prosince. K pravidelné plodnosti je nezbytná probírka plůdků.

## Historie

### Původ
Neznámé křížení. Byla vyšlechtěna v ČR ve šlechtitelské stanici v VŠÚO Holovousy.

## Vlastnosti
Odrůda je cizosprašná. Vhodnými opylovači jsou odrůdy Konference, Isolda.

### Růst
Růst odrůdy je bujný později slabý. Habitus koruny je pyramidální, později rozložitý.

## Plodnost
Plodí časně, hojně a s probírkou plůdků při přeplození i pravidelně.

## Plod
Plod je hruškovitého tvaru, střední až velký (170 – 250 g). Slupka hladká, žlutozeleně, později žlutě zbarvená s červeným líčkem. Dužnina je nažloutlá jemná, se sladce navinulou chutí, aromatická, výborná.

## Choroby a škůdci
Odrůda je považována za středně odolnou proti strupovitosti a středně proti namrzání. Podle jiného zdroje je dostatečně odolná proti strupovitosti.

## Použití
Dobře snese přepravu. Je vhodná ke skladování a přímému konzumu. Odrůdu lze použít do všech poloh.